# エカテペック
エカテペック（Ecatepec）は、メキシコ中央部のメヒコ州にある都市。

## 概要
人口は165万6107人（2010年）で、メヒコ州最大ではあるが、メキシコシティの北30kmに位置しており、首都圏のベッドタウンとして機能している。

## 交通
メキシコシティ地下鉄のB線が市内に乗り入れている。

エカテペック駅

## 姉妹都市･提携都市
| 都市名       | 地域名                | 国名                       |
| ------------ | --------------------- | -------------------------- |
| カラカス     | 首都地区 (ベネズエラ) | ベネズエラ・ボリバル共和国 |
| クアウラ     | モレロス州            | メキシコ合衆国             |
| グアダルーペ | サカテカス州          | メキシコ合衆国             |
| 広州市       | 広東省                | 中華人民共和国             |
| 南楊州市     | 京畿道                | 大韓民国                   |
| コルドバ     | コルドバ州            | アルゼンチン共和国         |
| サンホセ     | サンホセ州            | コスタリカ共和国           |